# سم هیندز
سم هیندز (انگلیسی: Sam Hinds؛ زادهٔ ۲۷ دسامبر ۱۹۴۳) یک سیاست‌مدار اهل گویان است.